# The Millionaire

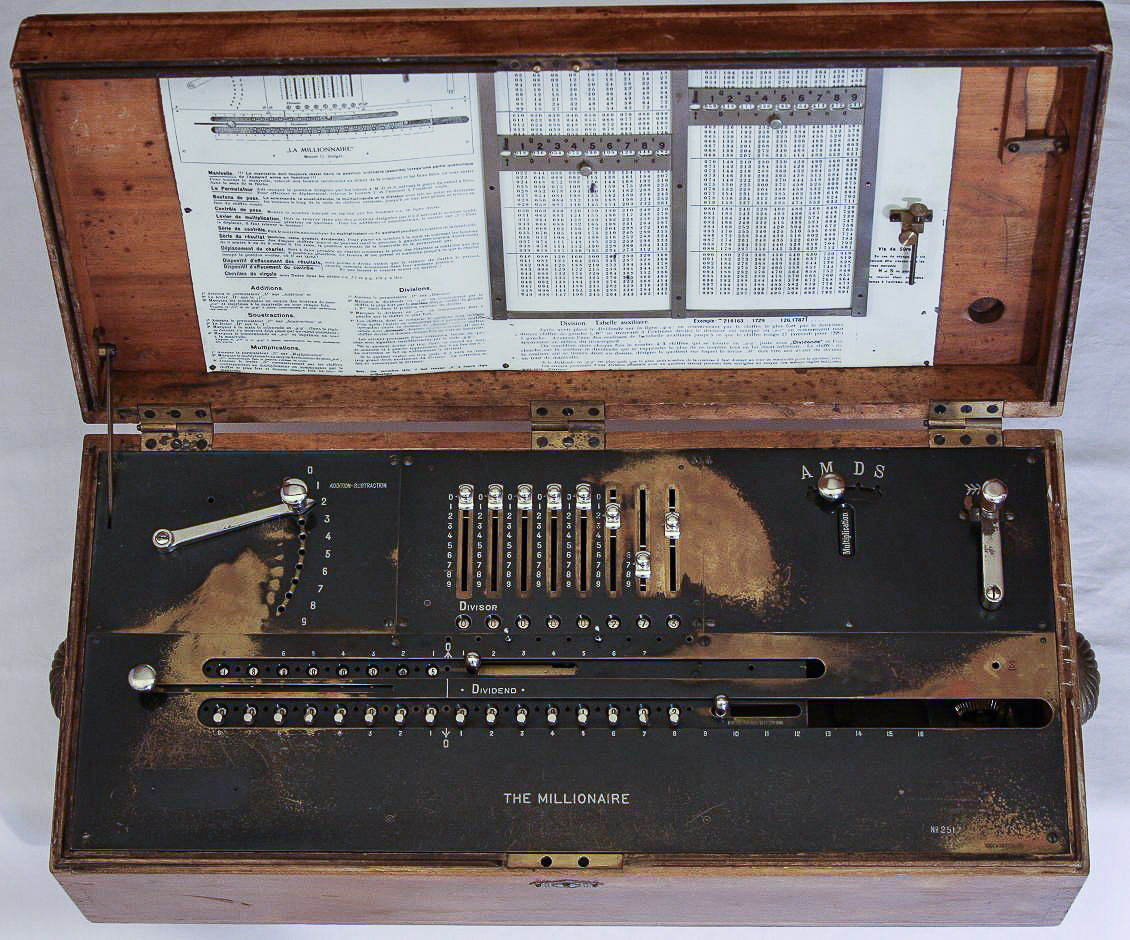
Millionaire

The Millionaire je první komerčně úspěšná mechanická kalkulačka, navržená švýcarským inženýrem Otto Steigerem, představená světu v roce 1892. V roce 1893 byla zahájena sériová výroba, do jejího ukončení v roce 1935 bylo vyrobeno necelých pět tisíc kusů. V době uvedení na trh byl jedinou mechanickou kalkulačkou, která zvládala přímé násobení.